# Сильвія Анна Родзевич-Мотовидло
Сильвія Анна Родзевич-Мотовидло (пол. Sylwia Anna Rodziewicz-Motowidło) — польська вчена, хімік, професор точних та природничих наук, наукова співробітниця Гданьського університету, винахідниця.
Працює на хімічному факультеті Гданьського університету на кафедрі біомедичної хімії, де вона є керівницею. член групи медичної хімії, що діє при Гданському університеті. У 2020 році мала 223 наукові публікації. Власниця 3 патентів: «Новий пептид, який буде використовуватися як стимулятор хондрогенезу та препарат для лікування пошкодження хряща», «Новий пептидний з'єднання як фактор, що стимулює загоєння ран і реконструкцію шкіри», «Пептид RDKVYR або його фармацевтично прийнятна сіль для використання при регенерації композитної тканини та загоєнні ран у ссавців». 11 травня 2011 р. Сильвія Анна Родзевич-Мотовидло здобула докторський ступінь хімічних наук на основі дисертації «Експериментальні та теоретичні біологічні конформаційні дослідження». 4 травня 2021 року за рішенням Президента Польської Республіки отримала вчене звання професора точних та природничих наук.